# Not eXactly C
Not eXactly C是用來操控樂高Mindstorms NXT的高階程式語言，通常被簡寫為「NXC」，其程式寫法與C語言相近，如同其名稱原意「不完全是C」，使用NXC的編輯器為Bricx Command Center。

## 出版物
- （繁體中文）機器人新視界NXC與NXT（页面存档备份，存于），CAVE教育團隊著

## 外部連結
- （英文）Not eXactly C官方網站（页面存档备份，存于）